# Lülik István

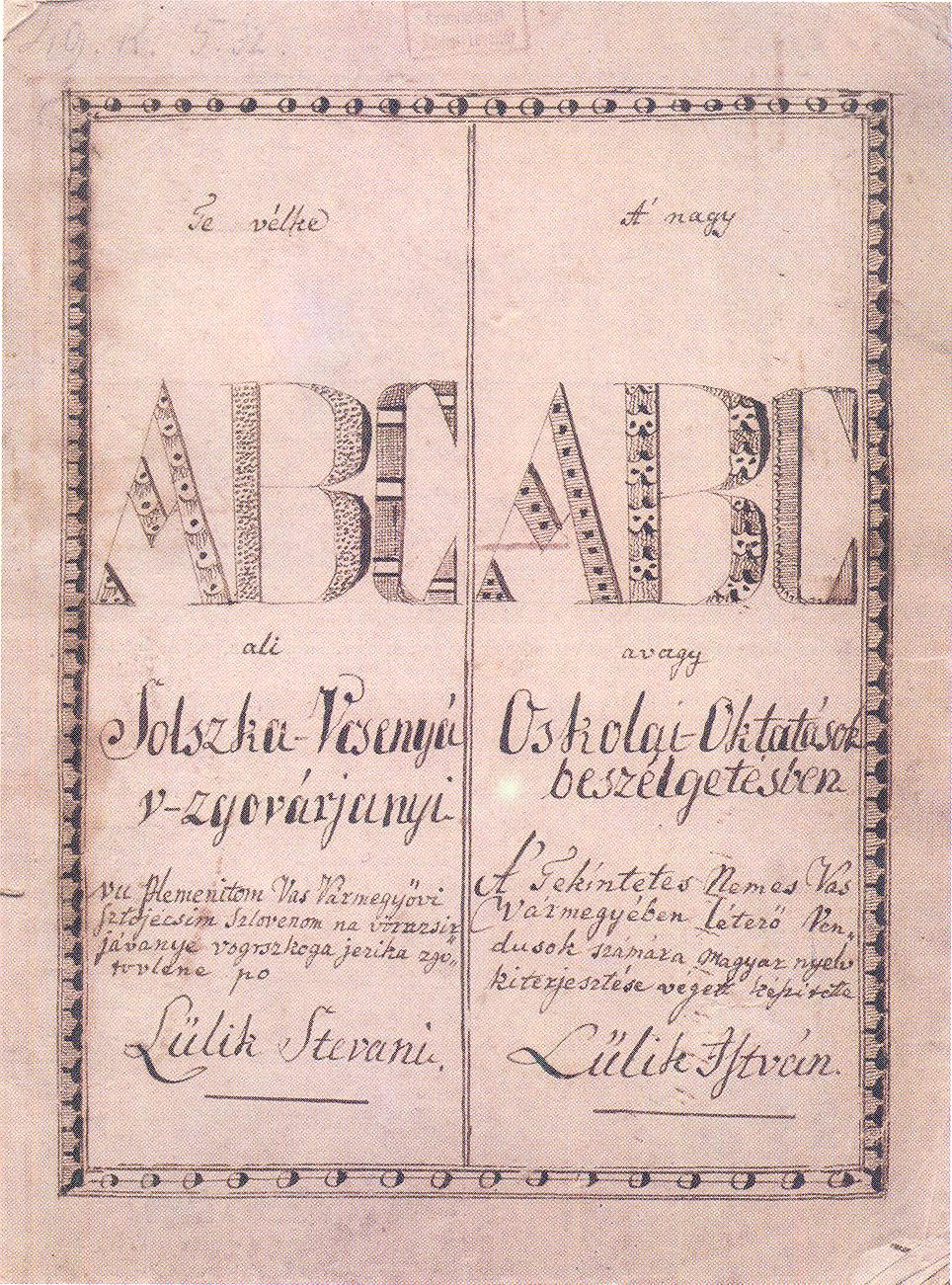
Lülik ABC könyvének kéziratos oldala.

Lülik István (Sztrukócz, 1764. k. – Puczincz, 1847. március 30.) 19. századi evangélikus iskolamester a Muratájon, a mai Battyánd (Puconci, Szlovénia) községben.

## Élete
A mai Sűrűházon (Strukovci) született evangélikus paraszti családban.
Előzőleg Rajkán tanított, majd később került a Muravidékre. Németből fordított egy kéziratos tankönyvet a szlovén iskolák számára 1820-ban, amely három kiadást is megért. Ebben a Barla Mihály által javasolt helyesírást alkalmazta. Később, 1833-ban egy terjedelemesebb, kétnyelvű tankönyvet is írt, amelyben többek között a szlovének lakta Muramenti vidékről is szól, s amit anyanyelvén „Szlovenszka krajina”-nak nevez, mivel a lakosság slovenci névvel illeti magát anyanyelvén. A lakosságot a könyv vend nyelven szóló részében szintén „szloveni”, a magyar részben a „vandalus” megfelelőt használja, mivel akkoriban a magyarországi szlovénokat (a vendeket) a germán vandálok utódainak vélték. Ez a könyv kéziratban maradt és nem került kiadásra.

## Műve
- Novi abeczedár z- nisteri nemski táksi kni'zecz vküp pobráni, i na szlovenszki jezik preobernyem p. L. S. P. S Stampani v- M. Óvári pri Czéh Sándori z sztroskom Balog Andrása knígvezárá
- Té velke ABC ali Solszka-Vcsenyá v-zgovárjanyi vu Plemenitom Vas Vármegyővi ſztojécsim ſzlovenom na vörazsirjávanye vogrszkoga jezika zgotovlene po Lülik Stevani

## Külső hivatkozások
- mkozar
- Anton Trstenjak: Slovenci na Ogrskem Narodopisna in književna črtica, OBJAVA ARHIVSKIH VIROV, Maribor 2006.
- Pokrajinski muzej Murska Sobota, Katalog stalne razstave, Murska Sobota 1997. ISBN 961-90438-1-2